# La dona del segle
La dona del segle és un telefilm català dirigit per Sílvia Quer amb un guió basat en la novel·la homònima de Margarita Melgar (pseudònim de Montse Gangés i Ana Sanz Magallón), en què es vol retre homenatge a la lluita de les pioneres anònimes del feminisme. És una producció de Distinto Films, TV3, RTVE, Voramar Films i À Punt Mèdia, i ha comptat amb el suport del Departament de Cultura de la Generalitat de Catalunya. Fou estrenada en català a TV3 el 8 de març de 2019. Posteriorment fou exhibida al 16è Zoom Festival Internacional de Ficció Televisiva el novembre d'aquell mateix any.

## Sinopsi
Barcelona, 1919, en ple modernisme, noucentisme i moviment obrer. Consuelo Deulofeu és una jove òrfena que acudeix a una exposició en honor de Nonell als Magatzems El Siglo, on és contractada per l'encarregada Clara Morgadas. Quan va a la Casa de la Caritat a demanar la seva documentació s'assabenta que és gitana. Aleshores la Teresa Pou, una antiga companya de l'orfenat, li cedeix la seva documentació a canvi d'una part del seu sou. Quan està a la feina, apareix en Joaquim Mir i la confon amb una altra Consuelo, musa gitana del pintor Isidre Nonell, que la va reflectir al quadre (fictici) «Dona amb nena a la platja». La jove Consuelo tractarà aleshores de descobrir si Nonell era efectivament el seu pare.
La pel·lícula funciona amb molts salts enrere, a l'època de principis de segle quan Isidre Nonell pintava i s'enamorava de l'altra Consuelo (del 1901 a 1905, aproximadament).
Ambdues Consuelos (i moltes altres dones de la pel·lícula) són símbols de totes les dones que no han deixat rastre històric.

## Informacions, notes i temes
Com bé diu al principi, la pel·lícula és una barreja de història i ficció. "[…] parteix d’una història real: la relació del pintor Isidre Nonell [Barcelona, 1872 – 1911] i la seva musa gitana Consuelo Jiménez Escuder [Barcelona, ca. 1885-90 - Barcelona 1905], que coincideix amb el nom de la filla fictícia de la pel·lícula."

Per aquesta pel·lícula s'hi passegen també personatges coneguts de la història catalana, com ara Josepha Escuder, mare de la Consuelo i també model de Nonell, el pintor Joaquim Mir (Bcn, 1873-1940), el pintor i crític d'art Sebastià Junyent, l'escriptor Juli Vallmitjana, altres pintors de la colla del Safrà, etc.
També apareixen llocs emblemàtics del passat de la ciutat com ara el Somorrostro (filmat de fet, sembla, a la costa del Garraf), la Casa de la Caritat, i naturalment, els magatzems El Siglo, entre altres indrets.
En l'ambientació i part de l'acció hi ha recollits alguns grans esdeveniments d'aquella època, com ara el moviment obrer entorn de la major vaga haguda a Barcelona i probablement a Espanya, que va donar lloc a la jornada de 8 hores: la vaga de la Canadenca (seguida de vaga general). S'hi mencionen els treballadors vaguistes que foren empresonats en massa al castell de Montjuïc, i alguns dels víctimes mortals, i s'hi mostren algunes i alguns dels activistes arran de la vaga i la demanda d'amnistia i de la jornada de vuit hores, entre altres drets. S'hi menciona el Patronat d'Obreres de l'Agulla, que és on treballa la Teresa Pou al principi.
Es parla també de la cotilla i les enormes restriccions que representava, i d'un gradual canvi en la moda que arribaria a alliberar una mica més el cos femení d'aquestes restriccions físiques.
Altes temes generals son el feminisme i l'alliberament de la dona. Mostren dones independents o que lluiten per ser-ho. També es toca el tema del maltractament a les dones i la violència de gènere, els artistes bohemis, el racisme contra el poble gitano, el classisme, etc.

## Repartiment
- Elena Martín... Consuelo Deulofeu (orfe, modista, cosidora, empresària i activista del feminisme i del moviment obrer)
- Nora Navas... Clara Morgadas, la directora / empresària dels Magatzems el Siglo, en lluita constant amb el seu germà
- Àlex Monner... Lluís Martí, fotògraf de moda pels magatzems i fotoperiodista
- Bruna Cusí... Teresa Pou, antiga companya de l'orfenat, cosidora, col·lega de la Consuelo filla i activista
- Julio Manrique... Isidre Nonell, pintor i enamorat de la Consuelo mare
- Javier Beltrán... Juli Vallmitjana, l'escriptor
- Marta Larralde... Fabia, la italiana d'alta moda
- Sergio Caballero... Joaquim Mir, el pintor
- Angelina Llongueras... l'àvia de la Consuelo Deulofeu (que correspondria a la real Josepha Escuder)
- Santi Bayón ... marit de la Consuelo mare, maltractador
- Maria Maroto Garcia... Antònia Pairó
- Pablo Derqui... Faustino Morgadas, germà de la Clara, que intenta arrabassar-li el control dels magatzems
- Blanca Apilánez ... Germana Montserrat, monja de la Casa de la Caritat
- Sergi Calleja ... cap de policia
- Iris Lezcano... ajudant de la Clara
- Xavi Sàez ... home de la Canadenca
- Lara Díez ... Carmen
- Àlvar Triay ... mecenes
- Anna Cortés ... òrfena adolescent
- Valeria García ... Consuelito
- Merche Heredia ... noia embarassada
- Tio Lele / Ezequiel ... patriarca
- Tio Toni / Lorenzo ... home de la platja
- Jeny Poquet ... Lola
- Paula Rivera ... Carmencita
- Laura Pérez ... dona del Sindicat de l'Agulla
- Nàcara Huélamo ... monja jove
- etc.

## Producció
El rodatge va durar cinc setmanes i es va fer a Argentona, Cerdanyola del Vallès, l'antiga fàbrica Albert Germans de l'Hospitalet de Llobregat, Barcelona, Vilafranca del Penedès i el Garraf, cercant l'ambientació ideal que reproduís la Barcelona de començaments del segle xx. Hi foren contractats uns 300 figurants.
Tot i que el suposat quadre d'Isidre Nonell, «Dona amb nena a la platja», que apareix a la pel·lícula és fictici, les altres obres d'ell que surten al film son de veres.

## Nominacions
Fou nominada al Gaudí a la millor pel·lícula per a televisió.